# Mutimbuzi
Mutimbuzi är en kommun i Burundi. Den ligger i provinsen Bujumbura Rural, i den västra delen av landet, direkt norr om Burundis största stad Bujumbura.